# Ghoti
Ghoti ist ein fiktives Wort aus der englischen Sprache. Das Wort soll die fehlende Logik der englischen Schreibung bzw. deren verstümmelte Phonem-Graphem-Korrespondenz persiflieren, denn es wird angegeben, dass „Ghoti“ wie das englische Wort fish [fɪʃ] (deutsch: „Fisch“) auszusprechen sei.

## Zusammensetzung
- gh soll wie in enough, rough, laugh oder cough als [⁠f⁠] ausgesprochen werden
- o wie in women (Plural) entspräche einem [⁠ɪ⁠]
- ti würde als [⁠ʃ⁠] wie in den Wörtern nation oder martial ausgesprochen

## Kritik
Obwohl dieses Konstrukt als beliebtes Argument für eine englische Rechtschreibreform gilt, so hat es doch seine Haken:
1. <gh> wird am Anfang eines Wortes immer als [g],
2. <o> wird ausschließlich beim Wort „women“ (Plural von „woman“) als [ɪ] und
3. <ti> wird am Ende eines Wortes nie, sonst nur bei nachfolgendem Vokal, meist in lateinischen Lehnwörtern als [ʃ] ausgesprochen.

Durch eine Rechtschreibreform in Richtung einer Lautschrift würde außerdem viel etymologische Information verloren gehen.
Hingegen wäre physche sehr wohl eine Schreibweise von fish, die mit den Regeln der englischen Aussprache kompatibel ist.

## Neuere Lesart
Eine andere Lesart, die bekannt geworden ist, setzt sich folgendermaßen zusammen:
- gh wird hier wie in night oder fight ausgesprochen,
- o wie in people,
- t wie in ballet, gourmet oder mortgage,
- i schließlich wird wie in business ausgesprochen.

Demnach dürfte man das Wort also überhaupt nicht aussprechen, da keines der genannten Grapheme im jeweiligen Wort einen eigentlichen Laut repräsentiert, sie sind stumm.

## Weitere Persiflagen
Neben Ghoti gibt es noch andere Persiflagen, deren Ursprung unbekannt ist:
Wenn
- gh wie [⁠p⁠] in hiccough,
- ough wie [əʊ] in dough,
- phth wie [⁠t⁠] in phthisis,
- eigh wie [eɪ] in neighbour,
- tte wie [⁠t⁠] in gazette,
- eau wie [əʊ] in plateau ausgesprochen wird,

dann sollte es möglich sein, das englische Wort potato (deutsch: „Kartoffel“) ghoughphtheightteeau zu schreiben.
Wenn
- ti wie [⁠ʃ⁠] in nation,
- o wie [⁠ɪ⁠] in women,
- gh wie [⁠p⁠] in hiccough ausgesprochen wird,

dann sollte es möglich sein, das Wort ship (deutsch: „Schiff“) tiogh zu schreiben.

## Trivia
- Die Erfindung wird fälschlich dem irischen Schriftsteller George Bernard Shaw zugeschrieben.

- Der Entwickler der Sprache Klingonisch, Marc Okrand, hat bewusst für Fisch das Wort ghotI [ɣotɪʔ] gewählt.